# Федерація Андорри зі спорту на льоду
Федерація Андорри зі спорту на льоду (кат. Federació Andorrana d'Esports de Gel, SAIHA) — організація, яка займається проведенням на території Андорри змагань з хокею із шайбою. Член ІІХФ з 4 травня 1995 року. У країні один клуб, зареєстровано понад 73 хокеїстів (понад 65 із них — дорослі), Палац спорту у Канілло — 1200 місць.
Єдиний хокейний клуб АХЖ («Андорра Хокуен ЖЕЛ») створений у 1989 році. У 1990-х роках юніори Андорри зустрічалися з однолітками з Франції та Іспанії. В Андоррі проходив чемпіонат світу в групі D (1997).